# Château de Nideggen
Le Château de Nideggen (en all. Burg Nideggen) est un château allemand en ruine élevé dans la ville de Nideggen dans l'Arrondissement de Düren (état de Rhénanie-du-Nord-Westphalie). Ce château rectangulaire au sommet d'une colline était le siège des puissants comtes et ducs de Juliers ; au Moyen Âge il avait la réputation  d'être imprenable. Sa situation offre un panorama sur toutes les vallées environnantes.

## Histoire

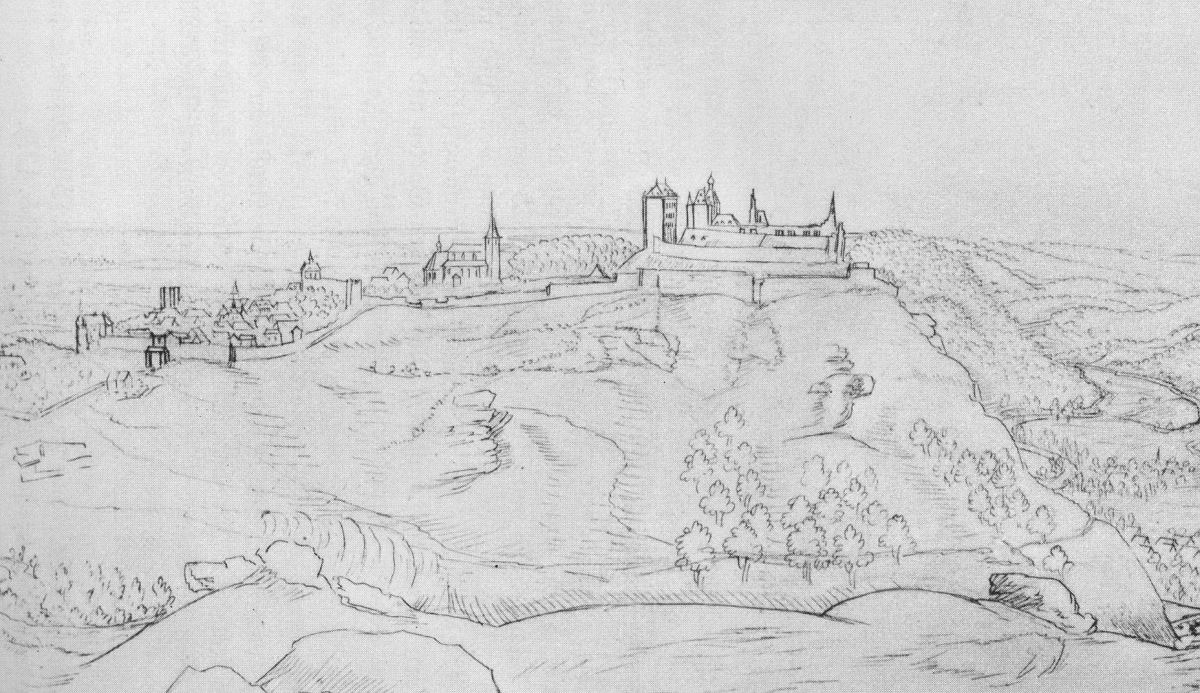
Le château de Nideggen dans la première moitié du XVIIIe siècle, dessiné par Renier Roidkin.

Le château de Nideggen a été construit par les comtes de Juliers dans la zone frontalière stratégiquement importante avec l'ancien manoir de Montjoie. Le château devait sécuriser le territoire hérité des comtes de Juliers contre les intérêts de l'archevêque de Cologne.
La première pierre du château a été posée par Guillaume II de Juliers en 1177 avec la construction de la bergfried, qui a été construite en permettant de voir le château de Berenstein Reich. Ce château était situé à environ trois kilomètres à l'est et a été construit en 1090. Après sa destruction presque complète en 1200, il servit de carrière de pierres pour l'extension de la tour du château de Nideggen. Les blocs jaunes de Berenstein sont clairement différents du grès de couleur rouge de la moitié inférieure de la tour, qui provenait d'une carrière près de Nideggen.
La construction a été poursuivie par Guillaume III de Juliers. Son successeur, comme ses ancêtres, était également en conflit avec l'électorat de Cologne. Après la victoire de la bataille de Lechenich en 1242, Guillaume IV de Juliers fit emprisonner pendant neuf mois l'archevêque Conrad de Hochstaden dans le donjon de la tour du château. Après la bataille de Zülpich qu'il remporta en octobre 1267, le comte Guillaume IV de Juliers détint pendant trois ans l'archevêque de Cologne Englebert II de Valkenburg au château de Nideggen. À heures fixes, la cage contenant Engelbert emprisonné était mise à l'extérieur afin que les gens puissent le voir et se moquer de lui. Lorsque le Pape protesta contre ce traitement indigne d'un prélat, Guillaume de Juliers répondit "qu'il ne pensait pas emprisonner un prélat, mais un oiseau de proie, qu'il avait attrapé sur son propre territoire".
Sous Gérard de Juliers, l'habitat de "Nydeckin" (ancien nom de Nideggen) a été systématiquement développé, auquel il a donné des droits de cité en 1313.
En 1340, apparaît une extension commandée par le comte Guillaume V, et le travail d'agrandissement a continué sous le duc Guillaume Ier. Il fit construire les plus grandes halles de Rhénanie. À la fin du Moyen Âge, les bâtiments comparables de la région n'étaient que la salle de l'empereur à la mairie d'Aix-la-Chapelle et le Gürzenich à Cologne. Guillaume Ier fit du château de Nideggen le siège de son pouvoir en 1356.
Après la mort de Renaud de Juliers, le château passa aux mains de la famille de Berg, dont les membres portaient désormais le titre de ducs de Juliers et Berg.
À la fin de la période Juliers-Berg, la maison entre en possession du duché de Clèves en 1511.
Les possibilités d'héritage de la maison de Clèves avec Charles Quint pour le duché de Geldern ont culminé durant les guerres de Gueldre (nl), au cours desquelles le château et la ville de Nideggen ont été détruits par les canons impériaux en 1542.
En 1689, le château ne fut pas plus épargné. Pendant la Guerre de la Ligue d'Augsbourg, il fut à nouveau pillé et incendié par les troupes de Louis XIV. Puis les tremblements de terre des années 1755 et 1878 ont achevé de faire le reste. Le château tomba en décrépitude et fut vendu ou loué en parcelles séparées à différentes personnes.
Cette situation n'a pris fin qu'à l'initiative de la municipalité de Nideggener. Le château a été acheté conjointement et transmis à région / au lander Kreis Düren, qui en est toujours propriétaire.
Le château a été reconstruit à partir de 1901 et a abrité le Heimatmuseum, mais des attaques pendant la Seconde Guerre mondiale ont causé des dommages aux bâtiments d'une ampleur sans précédent. Ce n'est que dans les années 1950 qu'un programme de restauration a débuté. Tout d'abord, l'attention s'est portée sur l'église paroissiale romane. Puis la tour du château a retrouvé sa forme d'origine.

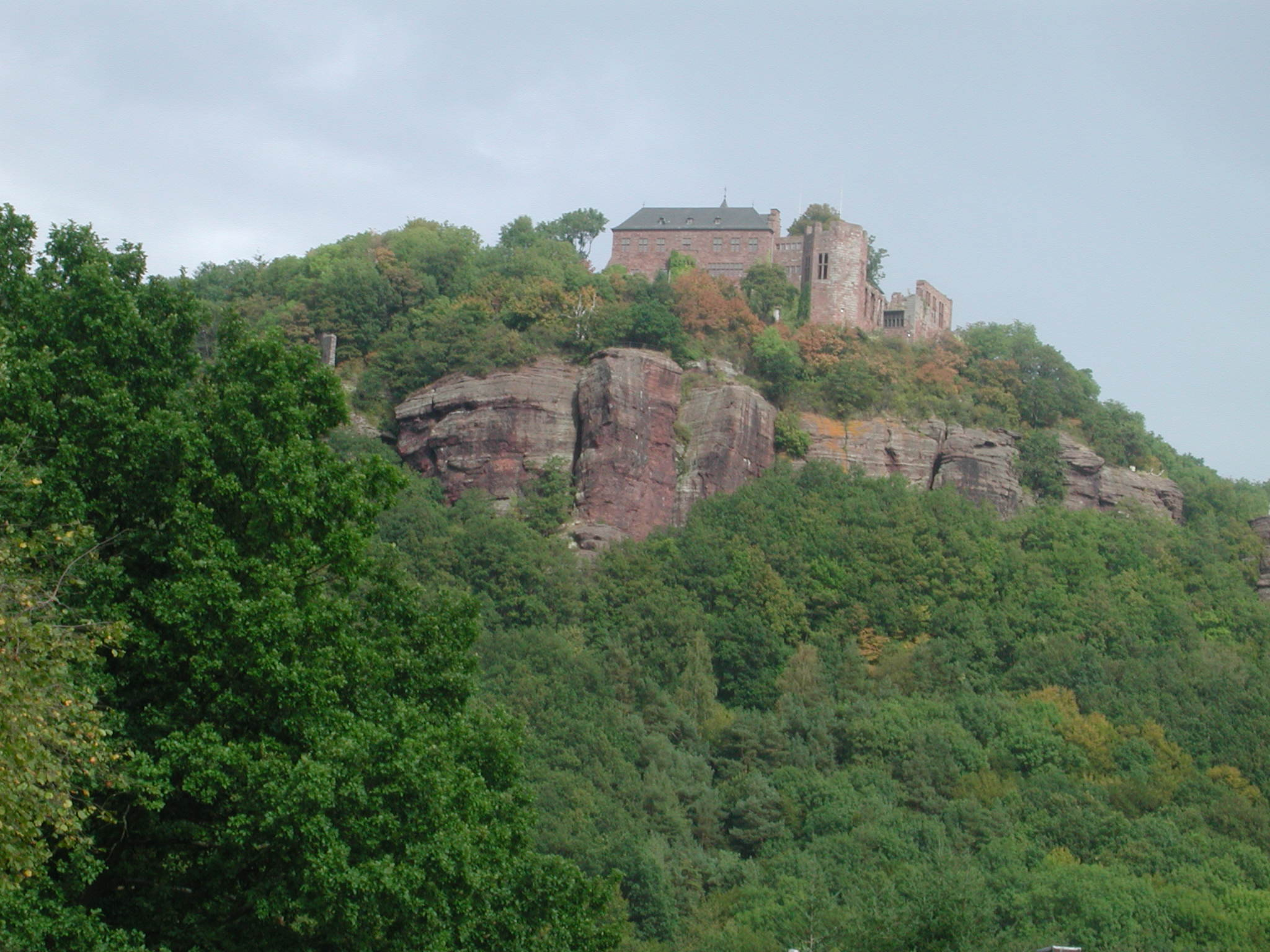
Vue du château Nideggen
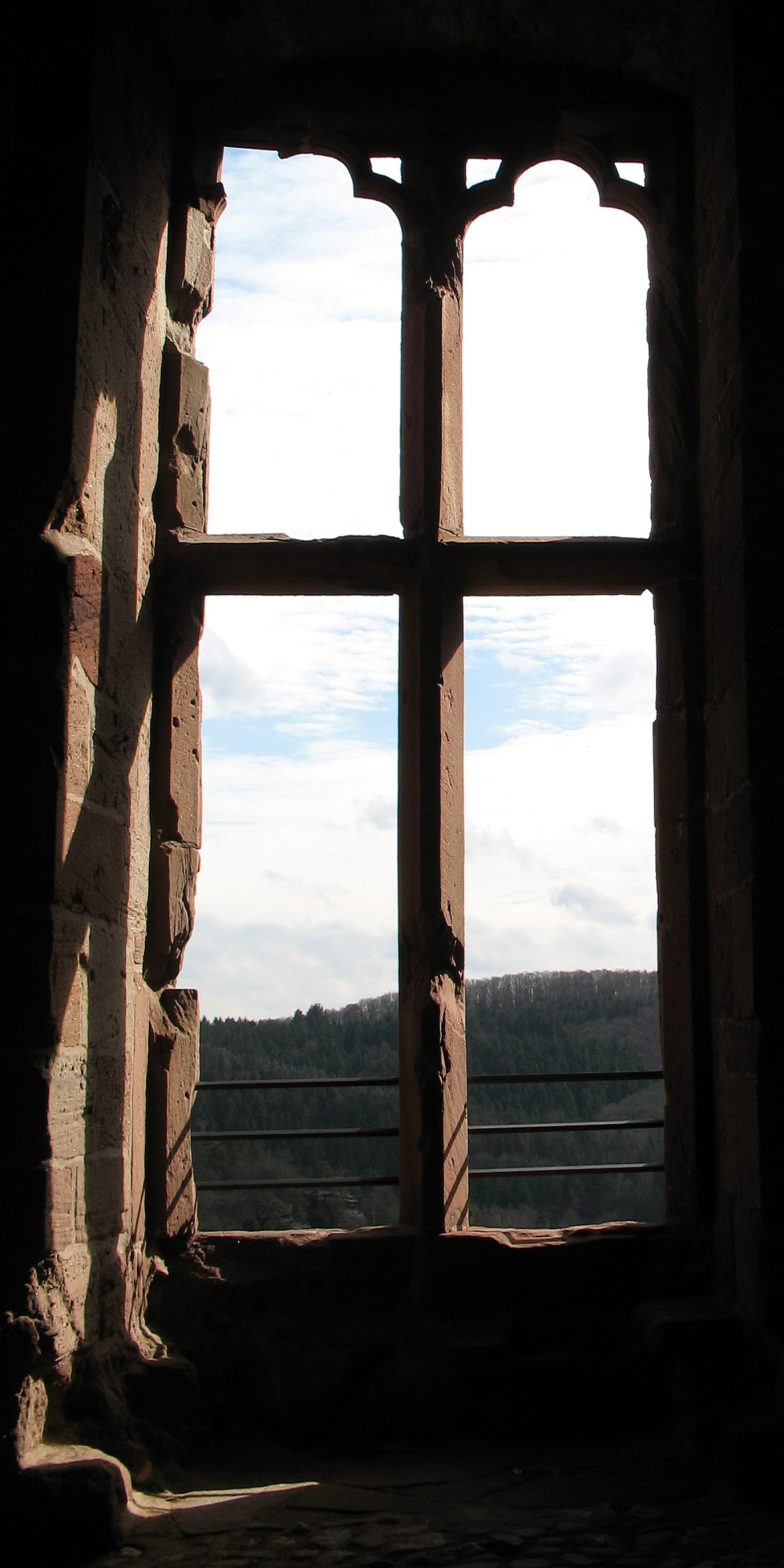
Une fenêtre
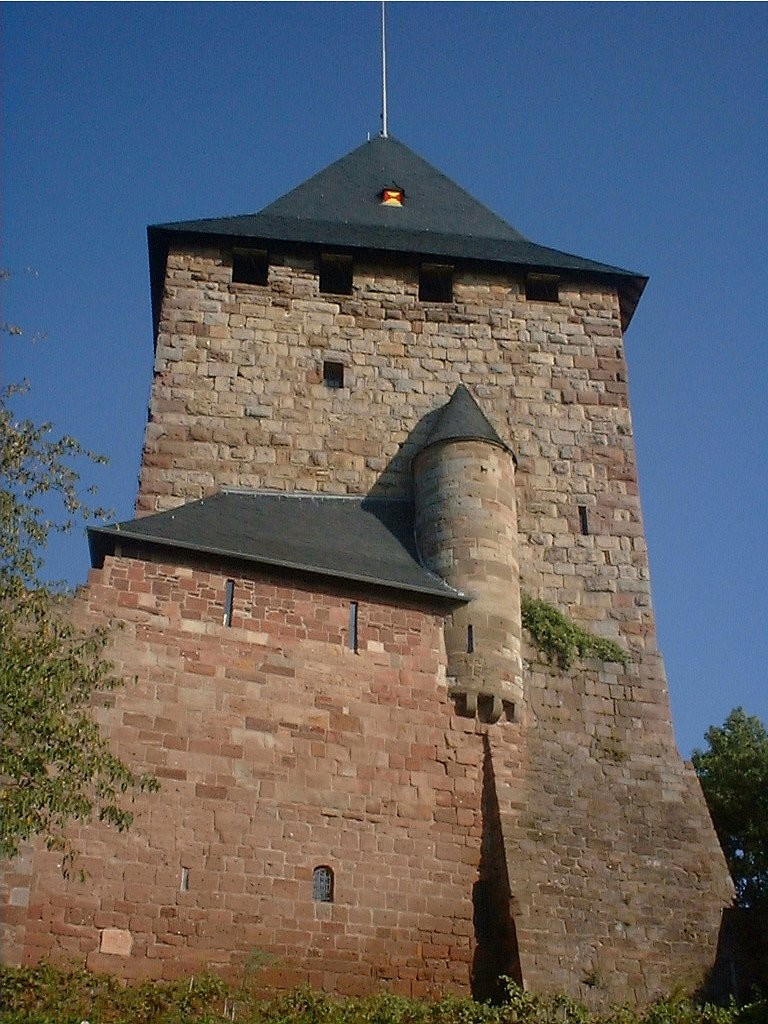
La tour du château